# ژالکور
ژالکور (به فرانسوی: Jallaucourt) یک کمون در فرانسه است که در Canton of Delme واقع شده‌است.

## خصوصیات
ژالکور ۸٫۴۱ کیلومترمربع مساحت و ۱۳۷ نفر جمعیت دارد و ۲۶۰ متر بالاتر از سطح دریا واقع شده‌است.